# 歌川芳女
歌川 芳女（うたがわ よしじょ、天保13年〈1842年〉 - 没年不明）とは、江戸時代後期の浮世絵師。

## 来歴
歌川国芳の門人でその次女。姓は井草、名はよし、阿芳。井草芳子ともいう。天保13年に生まれる。父国芳に絵を学び、後に国芳の養嗣田中基英に嫁いでおり、和泉町から横浜に移住している。作画期は嘉永から文久（1848 - 1864年）にかけてで、文久元年（1861年）に国芳が没すると基英は井草氏を継ぎ、芳女は一勇斎、朝桜楼の号を襲名した。大坂町辺りに住み提灯屋を生業とする。一時、絵画叢誌の発行所であった東陽堂に勤めたともいわれる。作品としては父国芳の「山海愛度図会」や揃物「誠忠義臣名々鏡」などのコマ絵を描いたことが知られている。このコマ絵は姉の鳥女に次いで多く描いていた。芳女単独の作品では、大判3枚続の錦絵「五節句の内 三節の見立新材木町新乗物町」のみが知られている。
明治6年（1873年）、国芳没後13回忌の追善会を行い、国芳門人とともに墨田区向島の三囲神社の絵馬堂脇に国芳を顕彰する石碑（一勇斎歌川先生墓表）を建立している。その後落ちぶれたらしく、熊耳耕年の回顧では、明治28年（1895年）ごろ、瀬戸の楽焼のネガケ玉を描く仕事で日銭を稼いでいたという。明治30年（1897年）12月14日の『萬朝報』では、このころ芳女が娘と「本所区吉岡町十二番地」に住み、「皮絵を絵描くを営業となし」ていたと報じている。

## 作品
- 「五節句の内 三節の見立新材木町新乗物町」　大判3枚続